# Crimes du cœur (pièce de théâtre)
Ne doit pas être confondu avec Crimes du cœur (film).
Crimes du cœur (Crimes of the Heart) est une pièce de théâtre américaine en deux actes de la dramaturge et actrice américaine Beth Henley. Pour cette comédie écrite en 1978 et initialement intitulée Crimes de passion (Crimes of Passion), Beth Henley s'est inspirée d'une part de ses relations avec ses sœurs et d'une anecdote familiale, concernant la disparition puis la recherche dans les bois de son grand-père, sans pour autant que l'argument soit autobiographique, et d'autre part la structure des Trois Sœurs de Tchekov, en limitant tant le nombre d'acteurs que celui des accessoires, et en n'utilisant qu'un seul décor, afin d'en permettre la représentation par des troupes ne disposant que d'un petit budget. La pièce a d'abord été soumise à plusieurs théâtres régionaux californiens, sans succès. Elle est ensuite présentée à l'Humana Festival of New American Plays (en), en même temps que près de quatre mille autres pièces concurrentes, gagne la compétition, et se trouve donc produite pour la première fois à l'Actors Theatre of Louisville en février 1979. Les critiques du Village Voice et de Time ne sont toutefois que modérément positives. C'est seulement à partir de 1980 que la pièce commence à avoir du succès au Manhattan Theatre Club, où elle remporte le prix Pulitzer et le New York Drama Critics' Circle Award,,,. Un film est tiré de la pièce en 1986. 
La pièce est jouée à Paris en 1987 au théâtre La Pépinière, mise en scène par François Bourgeat, avec Élisabeth Depardieu, Tonie Marshall et Ann-Gisel Glass.

## Trame
Lenny, une jeune femme encore nubile vit à Hazlehurst (Mississippi) où elle s'occupe de son grand-père malade.
Un jour, les deux sœurs de Lenny arrivent chez elle avec leurs problèmes. Babe a le cœur perturbé car elle a tiré sur son mari violent et est maintenant amoureuse d'un garçon de quinze ans tandis que Meg a vainement tenté de devenir chanteuse.
Chaque sœur est obligée de faire face aux conséquences des crimes de cœur qu'elle a commis.
Mille souvenirs tristes et joyeux sont ramenés et les trois sœurs se retrouvent réunies comme jamais.

## Personnages
- Babe, Lenny et Meg, les trois sœurs
- Barnette Lloyd, avocat qui défend Babe
- Doc Porter, ex-fiancé de Meg
- Chick Boyle, cousine des trois sœurs

## Prix et récompenses
- 1981 : New York Drama Critics' Circle Award : meilleure pièce américaine ;
- 1981 : Prix Pulitzer dans la catégorie théâtre ;
- 1982 : Theatre World Award à
  - Lizbeth MacKay (en) pour le rôle de Lenny Magrawth et
  - Peter MacNicol pour celui de Barnette Lloyd[12].